# Marko Mikulić
Marko Mikulić (* 30. Januar 1994 in Zagreb) ist ein kroatischer Fußballspieler.

## Karriere

### Verein
Mikulić begann seine Karriere bei Dinamo Zagreb. Zur Saison 2013/14 rückte er in den Profikader von Dinamo, kam für die Profis aber nie zum Einsatz. In der Saison 2015/16 absolvierte er zwölf Spiele für die Reserve in der 2. HNL. Im Januar 2016 wechselte er zum Ligakonkurrenten Lokomotiva Zagreb. Sein Debüt für Lokomotiva in der 1. HNL gab er im Mai 2016, als er am 35. Spieltag der Saison 2015/16 gegen den NK Zagreb in der Startelf stand. Dies blieb sein einziger Einsatz für den Verein. Im August 2016 kehrte er zu Dinamo zurück, kam dort aber erneut nur für die Reserve zum Einsatz. Zur Saison 2018/19 wurde er für zwei Spielzeiten an den Zweitligisten NK Sesvete verliehen. Für Sesvete kam er zu 22 Zweitligaeinsätzen.
Nach dem Ende der Leihe kehrte er nicht mehr zu Dinamo zurück, sondern wechselte zum österreichischen Regionalligisten FC Mauerwerk. Für Mauerwerk absolvierte er vier Partien in der Regionalliga. Im Februar 2021 kehrte er zu Sesvete zurück.

### Nationalmannschaft
Mikulić spielte im Mai 2008 erstmals für eine kroatische Jugendnationalauswahl. Im Oktober 2011 spielte er gegen Tschechien erstmals für die U-19-Mannschaft, für die er bis Februar 2013 zu zwei Einsätzen kam. Im März 2015 spielte er zweimal für die U-21-Auswahl.